# Montefrío
Montefrío – gmina w Hiszpanii, w prowincji Grenada, w Andaluzji, o powierzchni 255,37 km². W 2014 roku gmina liczyła 5806 mieszkańców.
W październiku 2015 r. Prestiżowy magazyn National Geographic uznał go za jedno z dziesięciu miast z najlepszymi widokami na świecie.